# Karl Anton Fleck
Karl Anton Fleck (* 9. Juni 1928 in Wien; † 5. Dezember 1983 ebenda) war ein österreichischer Maler, sein künstlerischer Schwerpunkt war die Zeichnung, wofür er vorwiegend Graphit verwendete. Er schuf aber auch Aquarelle und Ölbilder. Ebenso verfasste er Gedichte im Dialekt.

## Leben
Karl Anton Fleck entwickelte bereits in der Jugend zeichnerisches Talent, absolvierte jedoch zunächst eine Lehre als Tiefdruckretuscheur und arbeitete in diesem Beruf. 1948 belegte er am Institut für Jazzmusik das Fach Schlagwerk.
Fleck heiratete 1951 Dina Pilek; aus der Ehe stammte ein Sohn (Wolfgang, 1952–1992). Von 1953 bis 1958 lebte er mit seiner Familie im schwedischen Helsingborg. Als der Sohn schulpflichtig wurde, kehrte die Familie nach Wien zurück.
Mit seinen Landschaftsaquarellen hatte er großen Erfolg, jedoch experimentierte er auch mit informellen und tachistischen Stilrichtungen. Im Kunstmuseum Helsingborg zeigte er 1955 erstmals seine Bilder, weitere Ausstellungen folgten. Anlässlich einer Ausstellung 1961 in der Wiener Galerie „Zum roten Apfel“ mit abstrakten Arbeiten lernte er Richard Pechoc und Walter Malli kennen und gründete mit ihnen das Ahmad-Pechoc-Trio, das 1961 ein Free-Jazz-Konzert im Grazer Forum Stadtpark gab.
1968 wurde er zu einer umfassenden Retrospektive ins Helsingborg Museum eingeladen. Er begann, sich intensiv dem Porträtieren zu widmen. Seine Porträts wurden 1971 in der Wiener Secession ausgestellt. Es folgte eine Einladung ins Atelierhaus Neumarkt an der Raab im Burgenland.
Die Künstlervereinigung Der Kreis lud ihn 1972 als Gast zu ihrer Ausstellung ein. In dieser Vereinigung wurde er 1973 Mitglied, 1978 Vizepräsident. 1979 wurde ihm der Professoren-Titel verliehen.
1975 heiratete er die junge Künstlerin Gisela Beinrücker, der er Mal- und Zeichenunterricht erteilt hatte, aber auch diese Ehe ging in die Brüche.
Fleck übte bis zu seiner Frühpensionierung 1980 seinen Beruf als Fotoretuscheur aus. Nach Auflösung der Künstlervereinigung Der Kreis wurde er 1982 Mitglied der Wiener Secession.
Im November 1982 entstand in Salzburg die Lithografiemappe Selbstbefleckungen unter der Patronanz von Otto Breicha. Fleck zeigte zwei weitere Zyklen, Collagen unter dem Titel Überlegte Unterlegungen, in der Galerie Yppen. Der Tod des Clowns Charlie Rivel, den er als Kind im Zirkus bewundert hatte, inspirierte ihn zur Serie Charlie Rivel, eine Hommage an den Clown.
1983 starb Karl Anton Fleck im Alter von 55 Jahren in seinem Atelier. Er wurde in einem Ehrengrab der Gemeinde Wien am Zentralfriedhof beigesetzt.

## Werk
Fleck signierte seine Werke mit dem Kürzel „KAF“ und fand von der Abstraktion zu einem eigenen Stil mit Aussparungen und Reduktion auf das Wesentliche sowie Verzerrungen und Anhäufung von Details und Symbolen. Zusammengehalten wurde dieses Konglomerat von einem klaren, markanten Umriss-Strich zur exakten Festlegung der Konturen. Diesem statischen Element gegenübergestellt wurden dynamische Strichbündel. Sie setzen die Akzente und Schwerpunkte, wodurch den Zeichnungen die ihnen eigene Spannung verliehen wird. Häufig verwendete er Wachskreiden zur Verstärkung dieses Effekts. Mit einem Tuch verwischte er auf dem weißen Zeichenblatt Graphit, um durch diese Grautönung eine weichere Fläche zu erhalten. Mit Hilfe eines Radiergummis erzielte er eine Tiefenwirkung, eine Art Höhung.
Neben Porträts, Stadtbildern und Landschaften zeichnete er immer wieder Akte, setzte sich mit dem gesteigerten Konsumverhalten der westlichen Welt auseinander, thematisierte Fragen zur Umweltpolitik, über Identität und die eigene Identität und schuf u. a. Zeichnungen, bei denen die Grenzen zwischen Menschen und animalischen Wesen verschwimmen. In seinen „Selbstbefleckungen“ verfremdete er seine Gesichtszüge, vermengte sie mit Tieren oder verbarg sich hinter historischen Masken und Kostümen. Sein übermäßiger Alkoholkonsum führte zu mehreren Aufenthalten in psychiatrischen Heilanstalten. Dort entstanden Zeichnungen von Mitpatienten, beklemmende Selbstporträts hinter Gitterstäben und Gedichte.
Fleck begeisterte sich für die Gedichte von H. C. Artmann, Friedrich Achleitner und Gerhard Rühm, startete einen Zyklus „Speisebilder“, begleitet von surrealen Kurztexten, die 2005 mit seinen Gedichten in einem Buch herausgegeben wurden. Bei der Wiener Kunstmesse 1977 im Palais Liechtenstein wurde von der Galerie Chobot eine Auswahl dieser Arbeiten vorgestellt. Anlässlich seines 50. Geburtstages 1978 würdigte ihn das Wiener Museum des 20. Jahrhunderts mit einer Einzelausstellung.
1987 erwarb Dagmar Chobot die Werknutzungsrechte von Karl Anton Fleck. Im Jahr 2005 präsentierte das Wiener Leopold Museum eine umfassende Retrospektive.

## Standorte der Werke
Ein umfangreicher Bestand an Werken Flecks ging 2019 im Rahmen einer Schenkung von Dagmar und Manfred Chobot in den Besitz der Albertina über, ebenso Dokumente zum Leben und Werk des Künstlers.
Flecks Gesamtwerk wird auf etwa 3000 Arbeiten geschätzt. Seine Werke befinden sich in Privatsammlungen sowie in Museen und Kunstinstitutionen, zum Beispiel im Leopold Museum, im Rupertinum, in der Albertina Wien, Bauholding STRABAG8, im Museum moderner Kunst (Mumok Wien), in der Artothek des Bundes, im Kulturamt der Stadt Wien, im Niederösterreichischen Landesmuseum, in der Sammlung Essl, im Museum Liaunig, in der Peter Infeld Privatstiftung in Wien, im Kunstmuseum Helsingborg und im Museum of Modern Art in New York City.

## Auszeichnungen (Auswahl)
- 1973: Theodor-Körner-Preis
- 1973: 1. Preis beim Wettbewerb „Der Mensch und die Stadt“, Künstlerhaus Wien
- 1973: 1. Preis beim Wettbewerb „Die Bahn heute“, Wiener Secession
- 1974: Teilnahme an der Grafik-Biennale in Florenz
- 1980: Preis der Stadt Wien für Bildende Kunst, Kategorie „Malerei und Grafik“

## Einzelausstellungen (Auswahl)
- 1961: Galerie „Zum Roten Apfel“, Wien
- 1967: Vom Nichtsichtbaren. Umetnička Galerija, Sombor (Jugoslawien)
- 1968: Vikingsbergs konstmuseum, Helsingborg (Katalog)
- 1969: Lebenszeichen 69. Kleine Galerie, Wien (Katalog)
- 1971: Bildnisse. Wiener Secession, Wien (Faltkatalog)
- 1972: Tauben-Hunde-Auto-Menschen-Bilder. Galerie Blutgasse, Wien
- 1972: 20 Akte. Galerie Tigges, Gütersloh
- 1973: Landschaften und Selbstbefleckungen. Galerie auf der Stubenbastei, Wien (Faltkatalog)
- 1976: Kleine Galerie am Hauptplatz, Baden bei Wien
- 1976: Kellergalerie Nagl, Vöcklabruck
- 1977: Stavanger Kunstmuseum, Norwegen
- 1978: Galerie in der Goldgasse, Salzburg
- 1978: Galerie Arcade, Mödling
- 1978: Porträtzeichnungen. Museum des 20. Jahrhunderts, Wien (Katalog)
- 1978: Grazer Kulturhaus, anlässlich des Steirischen Herbstes
- 1979: Zeichnungen. Galerie im Hofstöckl, Linz
- 1979: Aktzeichnungen. Galerie Gerersdorfer, Wien
- 1980: Patientenporträts. Kellergalerie Nagl, Vöcklabruck
- 1981: Österreichische Landschaftsaquarelle. Kulturhaus Graz
- 1986: Galerie Freund, Klagenfurt (Plakat)
- 1988: Selbstporträts – Selbstbefleckungen. Galerie Chobot, Wien (Katalog)
- 1989: Malerei, Niederösterreichisches Landesmuseum (Katalog)
- 1993: Rupertinum, Salzburg (Katalog)
- 1994: Karl Anton Fleck: „Bilder aus dem Besitz der Salzburger Landessammlungen Rupertinum“, BAWAG Foundation, Wien
- 1999: Karl Anton Fleck – „Vincent van Fleck“, Galerie Chobot, Wien
- 2005: Karl Anton Fleck. Anthropologische Maschine. Leopold Museum, Wien[4][5]
- 2006: Filmmontagen 1965–1969, Galerie Chobot, Wien
- 2006: Karl Anton Fleck. „Kopfzerbrechen“. Dorfmuseum Roiten, Burgruine Gars am Kamp, Weinstadtmuseum Krems, Konzerthaus Weinviertel
- 2013: Karl Anton Fleck. Zeichnungen, Ölbilder, Fotomontagen. Infeld Haus der Kultur, Halbturn, Burgenland
- 2022: Karl Anton Fleck. Albertina Modern, Wien[9]